# Ashland (Ohio)
Ashland è un comune degli Stati Uniti d'America, capoluogo della contea omonima, nello Stato dell'Ohio.